# Lou Gramm
Lou Gramm, geboren als Louis Andrew Grammatico (Rochester (New York), 2 mei 1950), is een Amerikaanse singer-songwriter, vooral bekend als de leadzanger van de rock- en AOR-band Foreigner van 1977 tot 1992, gedurende welke tijd de band tal van top 5-albums en singles had.

## Biografie
Louis Andrew Grammatico werd geboren als zoon van de orkestleider en trompettist Bennie Grammatico en de zangeres Nikki Grammatico-Masetta. Hij ging naar de Gates-Chili High School in Rochester, waar hij afstudeerde met de klas van 1968.

### Jaren 1970
Gramm werd frontman van de band Black Sheep. Black Sheep was de eerste Amerikaanse band die tekende bij Chrysalis Records, dat hun eerste single Stick Around (1974) uitbracht. Kort na dit eerste succes tekende Black Sheep bij Capitol Records en bracht de twee opeenvolgende albums Black Sheep (1975) en Encouraging Words (eind 1975) uit. Ze waren de openingsact van Kiss toen een ongeluk met hun truck op de met ijs bedekte New York State Thruway plotseling de tournee van de band op kerstavond 1975 beëindigde. Black Sheep kon zijn albums niet ondersteunen met live optredens en ging uit elkaar.
Een jaar eerder ontmoette Gramm zijn toekomstige bandmaat Mick Jones. Jones was in Rochester en trad op met de band Spooky Tooth. Gramm had Jones een exemplaar van Black Sheeps eerste album gegeven. Het was begin 1976, niet lang na het vrachtwagenongeluk van Black Sheep, toen Jones, op zoek naar een zanger voor een nieuwe band die hij aan het samenstellen was, zijn interesse in Gramm uitdrukte en hem uitnodigde om auditie te doen.
Gramm reisde naar New York om auditie te doen en kreeg de baan. Lou Grammatico werd toen Lou Gramm. De band, die aanvankelijk bekend stond als Trigger, werd later omgedoopt tot Foreigner. Met Foreigner werd Gramm een van de meest succesvolle rockvocalisten van de late jaren 1970 en 1980.

### Jaren 1980
Foreigners eerste acht singles kraakten de Billboard Top 20, waardoor ze de eerste band sinds The Beatles waren die deze mijlpaal bereikte. Gramm zong op alle hits van Foreigner, waaronder Urgent, Juke Box Hero, Break It Up, Say You Will en I Don't Want to Live Without You. Hij schreef mee aan de meeste nummers van de band, waaronder de hitballads Waiting for a Girl Like You, die tien weken op #2 in de Amerikaanse Billboard Hot 100 van 1981/1982 stond en I Want to Know What Love Is, dat in acht landen een #1-hit was.
Gramm wilde dat de band trouw zou blijven aan zijn meer pure rock-oorsprong en gaf de voorkeur aan muziek met een solide drum- en gitaarstructuur, terwijl Jones de stijl van synthesizerballads uit de jaren 1980 omarmde. Gramm noemt het 4-album (1981) het hoogtepunt van zijn werk met Foreigner. Het volgende album Agent Provocateur van Foreigner (1984) nam drie jaar in beslag vanwege de voortdurende creatieve verschillen tussen Jones en Gramm. De band bracht Inside Information uit in 1987.
Gramm bracht zijn eerste soloalbum Ready or Not uit in januari 1987 en kreeg lovende kritieken. De single Midnight Blue bereikte de top vijf.
Eveneens in 1987 droeg Gramm het nummer Lost in the Shadows bij aan de soundtrack van de komische horrorfilm The Lost Boys.
De tweede solo-poging Long Hard Look (oktober 1989), die zowel de top tien hit Just Between You and Me als True Blue Love omvatte, bereikte de top 40. Het album bevatte ook Hangin' on My Hip, dat te horen was in de film Navy SEALs uit 1990.

### Jaren 1990
Gramm kondigde zijn vertrek bij Foreigner aan in mei 1990 vanwege meningsverschillen met Jones en om zich te concentreren op zijn solocarrière.
Gramm verliet de band in de loop van 1990 om Shadow King te formeren met goede vriend en voormalig Black Sheep-bassist Bruce Turgon. Het titelloze album van de nieuwe band uit 1991 werd uitgebracht door Atlantic Records. Ondanks positieve recensies ontbrak het de band aan samenhang. Het genoot ook niet het niveau van marketing en promotionele ondersteuning dat nodig was om een nieuw project te ondersteunen. Shadow King werd snel ontbonden. Ook in 1991 droeg Gramm het nummer One Dream bij aan de film Highlander II: The Quickening.
Gramm voegde zich in mei 1992 weer bij Foreigner, nadat hij zijn meningsverschillen met Jones had opgelost tijdens de rellen in Los Angeles. In 1995 bracht Foreigner het album Mr. Moonlight uit bij het label Rhythm Safari dat, hoewel relatief succesvol in Europa, niet zo wijdverbreid op de markt werd gebracht of gedistribueerd in de Verenigde Staten. Toch maakte Until the End of Time zijn intrede op de toentertijd volwassen radio.
In 1996 nodigde Jones Gramm uit om de achtergrondzang uit te voeren op een coverversie van I Want to Know What Love Is die hij produceerde voor de Australische zangeres Tina Arena. Het nummer werd opnieuw een grote hit in heel Europa.
In 1997 verzorgde Gramm de zang voor het album Petra Praise: We Need Jesus van de christelijke rockband Petra.
In april 1997, aan de vooravond van een tournee door Japan, werd bij Gramm een goedaardige hersentumor vastgesteld en onderging hij een operatie. Hij bleef tijdens zijn ziekte met Jones werken. In 1998 was Gramm weer op tournee met Foreigner.

### Jaren 2000 tot heden
Begin 2003 nam Gramm opnieuw afscheid van Foreigner.
De Lou Gramm Band bracht in 2009 een christelijk rockalbum uit.
Gramm werd op 13 juni 2013 opgenomen in de Songwriters Hall of Fame. Op 20 juli 2017 voegde Gramm zich bij Foreigner voor drie nummers tijdens een toegift in het Jones Beach Theatre in Long Island (New York). Op 29 december 2018 kondigde Gramm op het podium in Schenectady, New York aan dat hij stopte met toeren. Hij verklaarde echter dat hij door zou gaan met het uitbrengen van studiomuziek en af en toe liveshows zou geven, waaronder The Lopen, een beroemdhedenconcert geproduceerd door het Howard Perl Entertainment ten behoeve van kinderen in het Akron Children's Hospital.
In 2019 toerde Gramm op een affiche met Asia featuring John Payne, waar ze ook optraden als zijn backupgroep. Gramm zong leadzang op het nummer Sometimes op het album The Secret uit 2019 van Alan Parsons.
Gramm vertelde aan RockBandReviews.com dat hij van plan was later dit jaar wat nieuw solomateriaal uit te brengen. Gramm zei ook dat hij overweegt om een Greatest Hits-album van zijn niet-Foreigner-werken uit te brengen.

## Privéleven
In 1992 werd Gramm, na een periode in een afkickkliniek te hebben doorlopen, een hergeboren christen.
In april 1997 werd bij Gramm een type hersentumor vastgesteld dat een craniofaryngioom wordt genoemd. Hoewel de tumor goedaardig was, beschadigde de uiteindelijke operatie zijn hypofyse. Bovendien had het herstelprogramma ervoor gezorgd dat Gramm in gewicht toenam en evenzo zijn uithoudingsvermogen en stem werd beïnvloed.
Naast zijn liefde voor muziek ontwikkelde hij affiniteit met snelle auto's. In Rochester, eind jaren 1960 en begin jaren 1970, herinnert Gramm zich dat het niet moeilijk was om een dragrace op de zomeravond te vinden. Gramms voertuig naar keuze: een Chevy Nova 396, 375 pk.
Sinds 2017 is Gramm getrouwd met Robyn Grammatico. Ze hebben een dochter. Hij heeft ook vier kinderen uit eerdere huwelijken.

## Discografie

### Soloalbums
| Ready or Not                                                   | - Publicatiedatum: 19 januari 1987 - Label: Atlantic Records - Formats: CD/cassette | 27 | 24 | 34 |
| Long Hard Look                                                 | - Publicatiedatum: 13 oktober 1989 - Label: Atlantic Records - Formats: CD/cassette | 85 | 44 | 56 |
| Lou Gramm Band                                                 | - Publicatiedatum: 2 juni 2009 - Label: Spectra Records - Formats: CD/download      | —  | —  | —  |
| My Baby                                                        | - Publicatiedatum: 9 maart 2015 - Label: RMP Global LTD - Formats: CD/download      | —  | —  | —  |
| "—" toont publicaties die zich niet plaatsten in de hitlijsten |                                                                                     |    |    |    |

### Solosingles
| Jaar | Song                    | U.S. Hot 100 | U.S. MSR | U.S. A.C. | UK singles | Dutch singles | AUS | Album          |
| ---- | ----------------------- | ------------ | -------- | --------- | ---------- | ------------- | --- | -------------- |
| 1987 | Midnight Blue           | 5            | 1        | -         | 82         | 29            | 8   | Ready or Not   |
| 1987 | Ready or Not            | 54           | 7        | -         | -          | -             | 97  | Ready or Not   |
| 1989 | Just Between You and Me | 6            | 4        | 4         | -          | -             | 31  | Long Hard Look |
| 1989 | True Blue Love          | 40           | 23       | -         | -          | -             | -   | Long Hard Look |

Met Black Sheep
- 1974  Stick Around/Cruisin (For Your Love) 45 single.
- 1975: Black Sheep
- 1975: Encouraging Words

Met Foreigner
Met Poor Heart
- 1988: Foreigner in a Strange Land
- 1993: The Best of the Early Years

(Opmerking: Dit zijn eigenlijk publicaties van veel oudere opnames.)
Met Shadow King
- 1991: Shadow King

Met Liberty N' Justice
- 2004: Welcome To The Revolution

- Bibliothèque nationale de France: cb139270545 (data)
- Gemeinsame Normdatei: 134389409
- International Standard Name Identifier: 0000 0001 1557 2368
- Library of Congress Control Number: n86012911
- Nationale Bibliotheek van Letland: 000140019
- MusicBrainz: 1355d559-f13f-4c78-a7a8-02b6d747d94e
- Nationale Bibliotheek van Tsjechië: xx0070275
- Nederlandse Thesaurus van Auteursnamen: 074676539
- Virtual International Authority File: 1137149108401468780005
- WorldCat: E39PBJcwFfWDBPKFdyYjWrmw4q